# Villa Jaragua
Villa Jaragua es un municipio de la República Dominicana, que está situado en la Provincia de Bahoruco.

## Localización
El municipio está ubicado en la región suroeste de la Isla de Santo Domingo a unos 220 km Santo Domingo y unos 128 km de Puerto Príncipe, Haití y tiene una superficie de 250.2 km².

## Límites
Municipios limítrofes:
|                 | Norte: El Cercado    |             |
| Oeste: Los Ríos |                      | Este: Neiba |
|                 | Sur: Lago Enriquillo |             |

## Distritos municipales
Jaragua no cuenta con Distritos Municipales
| Nombre  | Código   |
| ------- | -------- |
| Jaragua | 06030401 |

## Historia
La fundación de Jaragua se remonta al final del siglo XIX, en el 1883, cuando llegaron desde Azua las familias Rivas, Méndez, Trinidad y Díaz. Los Méndez y Trinidad se establecieron en el lado Oeste del arroyo y, los Rivas y Díaz lo hicieron en la parte Este.
En esta zona del Suroeste se encontraba la ruta hacia Haití, la cual tenía una hilera de mangos nacidos en forma natural desde el poblado de Galván (Cambronal) hasta internarse en territorio haitiano. Muchos de esos mangos eran árboles centenarios.
En el transcurso de esa hilera natural de mangos hay muchas furnias o pequeñas fuentes de agua y tres cachones, los cuales son fuentes de agua con mayor flujo y caudal que las furnias. Esos cachones son Pocilga, Cachón en Medio y Cachón Mamey.
A principios del siglo XX se registró un movimiento sísmico que hundió una parte del terreno de la parte baja de Jaragua, al lado de los cachones, lo que provocó que sus pobladores se movieran hacia la parte alta de la comunidad.
En esos mismos años se realiza el intercambio comercial dinámico entre los jaragüenses y los sanjuaneros, que utilizaban como puente el paraje el Hierro, colindante con el Cercado.
En sus inicios, Jaragua era denominada Barbacoa y, más adelante se le nombró como Villa José Trujillo Valdez, nombre impuesto por el Tirano Rafael Leónidas Trujillo o sus seguidores en honor al padre de aquel.
El 22 de agosto de 1943 la comunidad fue elevada a Distrito Municipal con el nombre de Villa José Trujillo Valdez y, en 1963, por decisión de los regidores, se le cambió el nombre, llamándose desde aquel momento Villa Jaragua, en honor al cacicazgo que llevaba ese nombre en época de los indígenas.

## Economía
Su principal actividad económica es la agricultura.